# عبد الستار حتيتة
عبد الستار حتيتة (من مواليد محافظة مطروح في 20 مايو 1966) هو كاتب روائي وصحفي ومحلل تليفزيوني مصري. يعمل محللا تلفزيونيًا وصحفيًا للأحداث السياسية (على الساحة الليبية خصوصًا) في منطقة الشرق الأوسط وشمال أفريقيا. عمل حتيتة كمسؤول للتحرير بصحيفة الشرق الأوسط اللندنية ومندوبا لمجلة «المجلة» الصادرة عن نفس المؤسسة، في الفترة من 2008 حتى 2019. ويحمل عضوية نقابة الصحفيين المصرية وعضوية اتحاد كتاب مصر.
أصدر الكثير من القصص الطويلة والقصيرة بالإضافة إلى المقالات الأدبية والنقدية. له مجموعة قصصية بعنوان «لوزة» صادرة عن هيئة قصور الثقافة بمصر، وله بعض الروايات منها «ليلة في سجن المالكي»، صادرة عن نفس الهيئة، و«استراحة الشيخ نبيل»، و«المشرحة»، و«شمس الحصادين» الصادرة ببيروت. وله كتب سياسية منها «حروب الميليشيات في ليبيا»، و«قذاف الدم يتحدث»، وآخر عن الوضع في اليمن بعنوان «تركة اليمن».  

## مسيرته والنقد
عمل حتيتة رئيسًا لتحرير صحيفة الجيل وأهالي قنا ومساعدًا لرئيس تحرير «الأهالي» ومراسلًا للقبس الكويتية ووكالة أنباء رويترز. تنقل حتيتة بين القاهرة وعدة بلدان لتغطية الأحداث فيها ومنها ليبيا بين 2009 و2016 وكذلك الفترة من 1992 حتى 2002، وفرنسا في عامي 2011 و2015 وإيران 2010 واليمن 2010 و2009 والسودان 2009 وسلطنة عمان 2003 والمغرب 2002، بالإضافة إلى إيطاليا وسويسرا وألمانيا وقطر وجيبوتي.
صدر لحتيتة رواية بعنوان «شاحنة الكابتن جون»، وتسلط الرواية الضوء على دور الدول الكبرى في تغذية الحروب الأهلية في المنطقة على حد وصفه، خاصة بعد أحداث سنة 2011.
في تحليله لمجموعة لوزة القصصية لعبد الستار حتيتة، أثنى بهاء جاهين على تمهل حتيتة في نشر القصص (التي امتدت فترة كتابتها ما بين عامي 1984 و2010)، ورأى أن ذلك ساهم في تطور أسلوبه ومواضيعه وهويته مع الزمن، فقصص الثمانينيات والتسعينيات كُتب معظمها في مرسي مطروح والسلوم، بينما كانت قصص الألفية الثالثة في القاهرة. في الأولي يتحدث حتيتة عن أهله، ويعرّف نفسه كواحد من أهالي محافظة مطروح الحدودية، «بكل ما يحمله ذلك تناقضات وغربة» على حد وصف جاهين، الذي لاحظ غلبة الواقعية على معظم قصص تلك الفترة. على الجانب الآخر، تمثل قصص فترة القاهرة «موضوعا منفصلة عن الجذور البيئية التي لعبت دور البطولة في القصص الأولي»، ولاحظ جنوحها إلى السريالية، خصوصا في القصتين الأخيرتين. كما عقد جاهين مقارنةً بين حتيتة في القصص الأولى، والذي كان مهمشًا يكتب عن مهمشين، وحتيتة في القصص الأخيرة، الذي التأم ورأى أن التهميش يشمل الشعب كله، فصار مصريًا فقط.
أثنى يسري عبد الله على رواية «شمس الحصادين» لحتيتة، واصفًا إياها برواية «تضع قدماً في الواقع وأخرى في الفانتازيا، وعبر مساحات إنسانية بديعة زاوجت بين الحقيقي والمتخيل، ووظفت الصحراء توظيفاً دلالياً ومكانياً جيداً، فأبدعت فضاءها الخاص»، ولاحظ عبد الله في روايات حتيتة سردًا عارفًا بالمكان ومتعاطيًا معه بوصفه فضاء نفسيًا قبل أن يكون فضاء مادياً ملموساً. وتناقش رواية «شمس الحصادين»، الصادرة عن دار «جداول» في بيروت، قضية حقول الألغام التي خلفتها الحرب العالمية الثانية وتضعها في بؤرة الاهتمام، بالإضافة إلى ذلك ترصد عوامل نشأة التطرف خصوصًا في مصر والعالم العربي.
في كتابه «السادات: إعادة قراءة»، الصادر سنة 2021، يقدم حتيتة معلومات جديدة عن شخصية الرئيس المصري الراحل محمد أنور السادات، ويشمل الكتاب تقاريرًا من المخابرات الأمريكية عن الشهور الأخيرة في حياة السادات، وكيف كان يفكر - في مارس 1981، أي قبل اغتياله بنحو سبعة أشهر - في إلغاء اتفاقية السلام مع إسرائيل بمجرد انسحاب آخر جندي إسرائيلي من سيناء في أبريل 1982.

## حياته الشخصية
ولد حتيتة بقرية القصر غرب مرسي مطروح، وينتمي لقبيلة الجريدات وهي إحدي قبائل «أولاد علي». متزوج من الصحفية وعضوة المجلس القومي للمرأة «منى عبد الراضي».

## المؤلفات
- قذاف الدم يتحدث: نصف قرن مع القذافي، دار كنوز 2015[12]، المنهل للنشر الإلكتروني، 2019.[13]
- حروب الميليشيات: ليبيا ما بعد القذافي: مستقبل الجماعات المتطرفة في أرض عمر المختار: يوميات صحفي في قلب المعارك، دار كنوز، المنهل للنشر الإلكتروني، 2019.[14]
- لوزة: قصص قصيرة، الهيئة العامة لقصور الثقافة، 2013.[15]
- استراحة الشيخ نبيل: رواية، دار العالم الثالث، القاهرة، 2008.[16]
- المشرحة: رواية، جداول للنشر والتوزيع، بيروت، 2011.[17]
- ليلة في سجن المالكي: رواية، الهيئة العامة لقصور الثقافة، 1999.[18]
- تركة اليمن: الحوثيون-القاعدة-الحراك الجنوبي، كنوز للنشر والتوزيع، 2018.[19]
- شمس الحصادين: رواية، جداول للنشر والترجمة والتوزيع، 2014.[20]
- السادات: إعادة قراءة، 2021.[11]
- شاحنة الكابتن جون: رواية.[6]
- مخزن على الشاطئ: قصص، 2019.[21]

## الجوائز
- فاز بالمركز الأول في مسابقة وزارة الثقافة المصرية للرواية عن روايته «ليلة في سجن المالكي» (عن الهيئة العامة لقصور الثقافة).[5][22]
- فازت قصته «طحالب» بجائزة «بي بي سي» للقصة القصيرة التي أقيمت بالتعاون مع مجلة «العربي» الكويتية.[5]